# Thanh Lãng (thị trấn)
Thanh Lãng là một thị trấn thuộc huyện Bình Xuyên, tỉnh Vĩnh Phúc, Việt Nam.

## Địa lý
Thị trấn Thanh Lãng nằm ở phía tây nam huyện Bình Xuyên, có vị trí địa lý: 
- Phía đông giáp xã Tân Phong và xã Phú Xuân
- Phía tây và phía nam giáp huyện Yên Lạc
- Phía bắc giáp thành phố Vĩnh Yên.

Thị trấn có diện tích 9,48 km², dân số năm 2007 là 13.437 người, mật độ dân số đạt 1.417 người/km².

## Lịch sử
Thị trấn Thanh Lãng được thành lập vào ngày 2 tháng 4 năm 2007 trên cơ sở toàn bộ 948,21 ha diện tích tự nhiên và 13.437 người của xã Thanh Lãng.